# Easy Peasy
Easy Peasy (precedentemente Ubuntu-Eee) è una distribuzione Linux basata su Ubuntu ottimizzata per l'utilizzo sui netbook: utilizza l'interfaccia Ubuntu Netbook Edition, e per certe funzionalità i curatori hanno predisposto software "chiuso" al posto di alternative open source (ad es. Skype invece di Ekiga), quando ritenevano il software chiuso migliore.
"Easy Peasy" è un modo di dire che si riferisce ad un risultato facile da ottenere.

## Storia e sviluppo del progetto
Il progetto nacque col nome di Ubuntu-Eee da Jon Ramvi nel dicembre 2007. Allora era solo uno script che modificava la regolare installazione di Ubuntu per supportare gli Asus EeePCs. Nel giugno 2008 il progetto basato sullo script venne abbandonato e venne distribuita la versione 8.04 di Ubuntu-Eee, come distribuzione.
Il 5 settembre venne distribuita la versione 8.04.1, che utilizzava il nuovo kernel Linux, utilizzava una nuova interfaccia utente e aveva installato Flash 10. Easy Peasy 1.0 venne distribuito il 5 gennaio 2009.
Cambiò nome con Easy Peasy nel gennaio 2009, ed è stata scaricata oltre 400.000 volte dal server di download principale. Easy Peasy è anche disponibile da altri siti mirror e tramite BitTorrent, quindi il conteggio del download sarebbe superiore.

## Marchi registrati
La distribuzione nacque con il nome Ubuntu-Eee; il 10 settembre 2008, la Canonical Ltd avvertì via email Jon Ramvi, il principale sviluppatore del progetto, che l'utilizzo da parte della distribuzione del nome Ubuntu-Eee, di URL, e logo, violava i marchi registrati della società.
La distribuzione venne quindi resa disponibile con il suo nome Easy Peasy il 5 gennaio 2009.

## Principali caratteristiche
- Può essere utilizzata con i modelli di netbook Asus Eee PC 700, 701, 900, 901 e 1000.[4]
- Può essere preparata una chiavetta USB o una scheda SD live/bootabile, utilizzando UNetbootin, oppure può essere installata nel drive SSD principale.[5]

## Release
- Ubuntu Eee 8.04
  - Ubuntu 8.04 con drivers per EeePC, Skype
- Ubuntu Eee 8.04.1
  - Superiore compatibilità hardware, Flash, Cheese e interfaccia netbook
- Easy Peasy 1.0
  - Ulteriore compatibilità hardware, risoluzione di bugs, Java, Songbird

### Releasefuture
Il piano di distribuzione di Easy Peasy è la seguente:
- Easy Peasy 2.0 sarà distribuito nel maggio 2009 con nuove funzionalità, quali: installazione semplificata, aspetto migliorato, nuovo file system con avvio velocizzato (ext4), sviluppato in base a Ubuntu 9.04.[7]
- Easy Peasy 3.0 dovrebbe essere distribuito nel novembre 2009, con nuove funzionalità quali: sincronizzazione-backup di file e configurazione, base di sviluppo Ubuntu 9.10[8]
- Easy Peasy 4.0 è previsto per il maggio 2010 con funzionalità quali: nuova interfaccia netbook con funzionalità internet, base di sviluppo Ubuntu 10.04[9]

Ad oggi non è stata distribuita nessuna versione successiva alla 1.6.